# George Crabbe

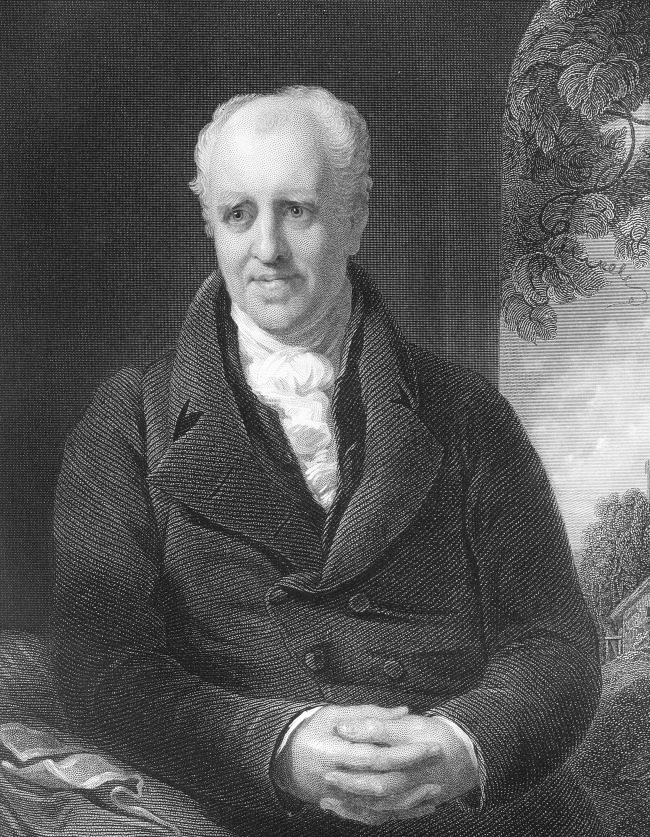
George Crabbe

George Crabbe (Aldeburgh, Suffolk, 24 december 1754 – Trowbridge, Wiltshire, 3 februari 1832) was een Engels dichter en geestelijke.
Crabbe was de zoon van een belastingambtenaar met een voorliefde voor poëzie, die hij overbracht op zijn kinderen. George ging in 1768 in de leer bij een arts in Wickhambrook, nabij Bury St Edmunds, waar hij weinig opstak, en vervolgens in 1771 bij een dokter in Woodbridge, waar hij zijn toekomstige vrouw Sarah Elmy ontmoette. Zij moedigde hem toen al aan tot het schrijven en in 1772 publiceerde hij wat werk onder pseudoniem in een vrouwenblad. Het eerste werk onder zijn eigen naam verscheen in 1775 onder de titel Inebriety.
In datzelfde jaar voltooide hij zijn medische opleiding en ging hij terug naar Aldeburgh. Hij was hier echter niet gelukkig en voelde weinig voor het werk van huisarts. Wel schreef hij in deze periode een aantal gedichten, waaronder religieuze poëzie en ontwikkelde hij belangstelling voor plantkunde en insectenkunde.
Hij kon het op den duur niet meer uithouden in zijn sombere omgeving en in april 1780 trok hij naar Londen met het plan om daar als schrijver in zijn levensonderhoud te voorzien. Hiermee had hij aanvankelijk weinig succes, tot hij in 1781 de aandacht wist te trekken van Edmund Burke. Deze was onder de indruk van zijn werk en schonk hem de nodige financiële middelen om zijn gedicht The Library voor te bereiden voor publicatie. Het verscheen anoniem in juli 1781 en werd goed ontvangen.
Crabbe voelde zich nog altijd aangetrokken door religie. Burke stelde hem voor aan de bisschop van Norwich, die hem tot geestelijke wijdde en in 1782 werd hij kapelaan van de hertog van Rutland op Belvoir Castle in Leicestershire.
Een van Crabbes bekendste werken kwam uit in 1783. The Village werd bij verschijnen meteen een succes. Opvallend was dat hij, anders dan de vaak gebruikelijke idealisering van het plattelandsleven, juist de hardheid en de problemen van dat leven beschreef. Deze nieuwe inhoud verpakte hij overigens wel in de inmiddels wat verstard geraakte vorm van het heroic couplet, die eerder door dichters als John Dryden en Alexander Pope tot ultieme kunstvorm was verheven.
In 1783 trouwde George Crabbe met zijn jeugdliefde Sarah Elmy. In 1785 publiceerde hij The Newspaper, en daarna werd het lange tijd stil. Pas in 1807 verscheen nieuw werk in de bundel Poems. In 1810 ontstond het tweede grote werk waaraan Crabbe zijn faam dankt: The Borough, een lang gedicht in 24 delen, waarin hij op realistische wijze het leven beschrijft van de mensen in zijn voormalige woonplaats Aldeburgh. Een van die delen vormde de inspiratie voor de opera Peter Grimes van Benjamin Britten.
In 1814 werd Trowbridge in Wiltshire zijn standplaats, waar hij ook zou blijven.
Hij was inmiddels een gearriveerd en gerespecteerd schrijver en telde William Wordsworth, Walter Scott, Samuel Rogers en Robert Southey onder zijn vrienden.
Hoewel Crabbe nieuwe thema's aansneed in zijn gedichten, gebruikte hij daarbij de oude vormen die door zijn vrienden waren verlaten, na de publicatie in 1798 van de 'Lyrical Ballads' van Wordsworth en Samuel Taylor Coleridge. De periode van de Romantiek had inmiddels zijn intrede gedaan. Als zodanig kan Crabbe worden gezien als een trait d'union tussen de periode van de 'Age of Reason' en de romantiek.

## Overzicht
- Inebriety (1775)
- The Candidate (1780)
- The Library (1781)
- The Village (1783)
- The Newspaper (1785)
- Poems (1807)
- The Borough (1810)
- Tales in Verse (1812)
- Tales of the Hall (1819)
- Posthumous Tales (1834)